# 나단조
나단조(-短調)는 나(B) 음을 으뜸음으로 하는 단음계다.
자연단음계, 화성단음계, 가락단음계는 다음과 같다.
브라우저에서 소리 재생을 지원하지 않습니다. 오디오 파일을 다운로드할 수 있습니다.
브라우저에서 소리 재생을 지원하지 않습니다. 오디오 파일을 다운로드할 수 있습니다.
브라우저에서 소리 재생을 지원하지 않습니다. 오디오 파일을 다운로드할 수 있습니다.

## 유명 작품
- 요한 제바스티안 바흐: 나단조 미사, 바디네리
- 버르토크 벨러: 바이올린 콘체트로 2번
- 요하네스 브람스: 클라리넷 퀸텟
- 알렉산드르 보로딘: 교향곡 2번
- 프레데리크 쇼팽: 연습곡 Op. 25, 10번
- 안토닌 드보르자크: 첼로 협주곡
- 에드바르 그리그: 산왕의 궁전에서
- 요한 네포무크 훔멜: 피아노 협주곡 3번
- 프란츠 리스트: 나단조 소나타
- 펠릭스 멘델스존: 헤브리스 제도
- 모차르트: 아다지오 나단조
- 니콜로 파가니니: 바이올린 협주곡 2번
- 자코모 푸치니: 토스카의 별들이 빛나고
- 카미유 생상스: 바이올린 협주곡 3번
- 프란츠 슈베르트: 교향곡 8번 (미완성)
- 알렉산드르 스크랴빈: 환상곡 나단조
- 차이코프스키: 교향곡 6번
- 안토니오 비발디: 조화의 영감 중 협주곡 10번

## 같이 보기
- 화음